# Vice-amiral (France)
Pour les articles homonymes, voir Vice-amiral.
Le grade de vice-amiral est un grade utilisé dans la Marine nationale française. Il ne doit pas être confondu avec celui de vice-amiral d'escadre, qui est le rang supérieur,,.

## Description
Héritier de la Marine royale française, le grade de vice-amiral est le deuxième grade d'officier général dans la Marine nationale. Il correspond au général de division dans l'Armée de terre et la Gendarmerie nationale, et à général de division aérienne dans l'Armée de l'air.
De droit, vice-amiral est le sommet des grades des officiers de marine, « vice-amiral d'escadre » et « amiral » n'étant pas des grades mais les rangs et appellations que prennent les vice-amiraux obtenant une promotion.
Une seule femme a atteint ce grade. Il s'agit de la vice-amirale Anne Cullerre, promue le 1er mai 2015. Elle est ainsi, à ce jour, l’officier féminin la plus gradée de toute l'histoire de la Marine nationale française.
L'insigne du vice-amiral se compose de trois étoiles. L'appellation correspondante est « amiral ».

## Histoire

Charles Henri comte d'Estaing, « chevalier des ordres du Roi, lieutenant-général de ses armées, vice-amiral de France ».

Le grade de vice-amiral existe depuis le Moyen Âge. Sa fonction est de seconder l'amiral, qui n'est pas à l'origine un officier militaire, mais le chef de toute organisation juridique et administrative liée à la mer et aux côtes. Il existe de nombreux vice-amiraux, sous la dépendance des amiraux : vice-amiral de France, créé par saint Louis, chargé des côtes de Picardie et de Normandie sous l'autorité de l'amiral de France, vice-amiral de Bretagne sous l'autorité de son amiral, vice-amiral de Guyenne, vice-amiral de Poitou et de Saintonge, tous deux sous l'autorité de l'amiral de Guyenne et vice-amiral de Provence sous l'autorité de l'amiral des Mers du Levant.
À partir de la seconde moitié du XVIe siècle, l'amirauté de Bretagne est rattachée à l'office de gouverneur de la province et le vice-amiral disparait. L'amiral de France, et par contre-coup le vice-amiral, a encore au XVIe siècle quelques prérogatives en matière de nomination et de décisions maritimes. En 1627, Richelieu fusionne les amirautés de France, de Provence et de Guyenne, dans un office de grand-maître et surintendant général de la navigation et commerce de France. De même les vice-amirautés sont fusionnées dans un office d'intendant général de la navigation et commerce de France.
En 1669, la dignité d'amiral de France est recréée, avec toutes les amirautés régionales (à l'exception de la Bretagne) réunies en elle. De même sont créés deux vice-amiraux, l'un dit du Levant, pour la Méditerranée, l'autre dit du Ponant, pour l'Atlantique. En 1778 est créé un office de vice-amiral des mers d'Asie et d'Amérique pour Charles Henri d'Estaing et en 1784 un autre de vice-amiral des mers d'Inde pour le bailli de Suffren. Alors que l'amiral de France n'a commandé à la mer que dans des cas rarissimes, les vice-amiraux étaient de vrais chefs militaires, promus pour leur mérites et constituant de fait le sommet de la hiérarchie maritime. L'office de vice-amiral fut supprimé en 1791. Pendant Première Guerre mondiale, les officiers généraux avaient un système à deux grades. Ainsi, compte tenu de l'équilibre du personnel avec les officiers généraux d'autres pays, le vice-amiral, portant casuette à trois étoiles avec une ligne d'argent de 3mm, a été traité comme un grade quatre étoiles. Sa désignation de grade était "Vice-amiral commandant" et correspondait à la désignation "Général de division ayant un commandement supérieur" de l'Armée de terre.  　  　